# Torta marmorizzata
La torta o ciambella marmorizzata anche detta torta o ciambella bicolore, è un dolce tedesco, anche diffuso in Danimarca, nel Regno Unito e negli Stati Uniti e ottenuta mescolando due impasti diversi.

## Storia
Secondo alcuni, l'idea di preparare dolci miscelando due impasti fra loro diversi prese piede in Germania durante il diciannovesimo secolo. In seguito, la cosiddetta marmorkuchen, che si era diffusa in Germania, diventerà popolare anche negli Stati Uniti grazie agli immigrati tedeschi. Stando alle prime menzioni cartacee della torta marmorizzata, che apparvero durante gli ultimi lustri del diciannovesimo secolo, essa era a base di spezie e melassa. Durante l'epoca vittoriana ebbe un certo risalto la cosiddetta "Harlequin cake" ("torta Arlecchino"), che era decorata con dei motivi a scacchiera. La marble cake più grande del mondo venne preparata l'11 agosto 2019 in occasione di una puntata del talk show Last Week Tonight with John Oliver dedicata al politico turkmeno Gurbanguly Berdimuhamedow e occupava una superficie di circa 56 metri quadrati.

## Caratteristiche
Simile al ciambellone, la torta marmorizzata si ottiene mescolando due impasti diversi: uno a base di vaniglia, e l'altro con cioccolato. Alternativamente possono essere utilizzate delle paste a base di frutta, caffè, cannella o altre spezie. Il suo nome è dovuto alle striature nere nell'impasto bianco, che la rendono vagamente simile al marmo.